# محاكي الأندرويد
محاكي الأندرويد (بالإنجليزية: Android Emulator)‏ هو عبارة عن برنامج يقوم بإنشاء بيئة مشابهة لنظام التشغيل أندرويد على الحاسوب مما يسمح بتشغيل تطبيقات وألعاب الأندرويد من الحاسوب كما أنه مفيد جدًا للمطورين من أجل اختبار التطبيقات وتحسينها.

## التاريخ
بدأت محاكيات بالظهور لأول مرة سنة 2011 بعد إصدار نظام الأندرويد بثلاث سنوات وعلى رأس المحاكيات بلو ستاكس الذي تم إصداره في 4 سبتمبر 2011 ومن ثم بدأت محاكيات الأندرويد بالظهور.